# Art antic del sud d'Aràbia

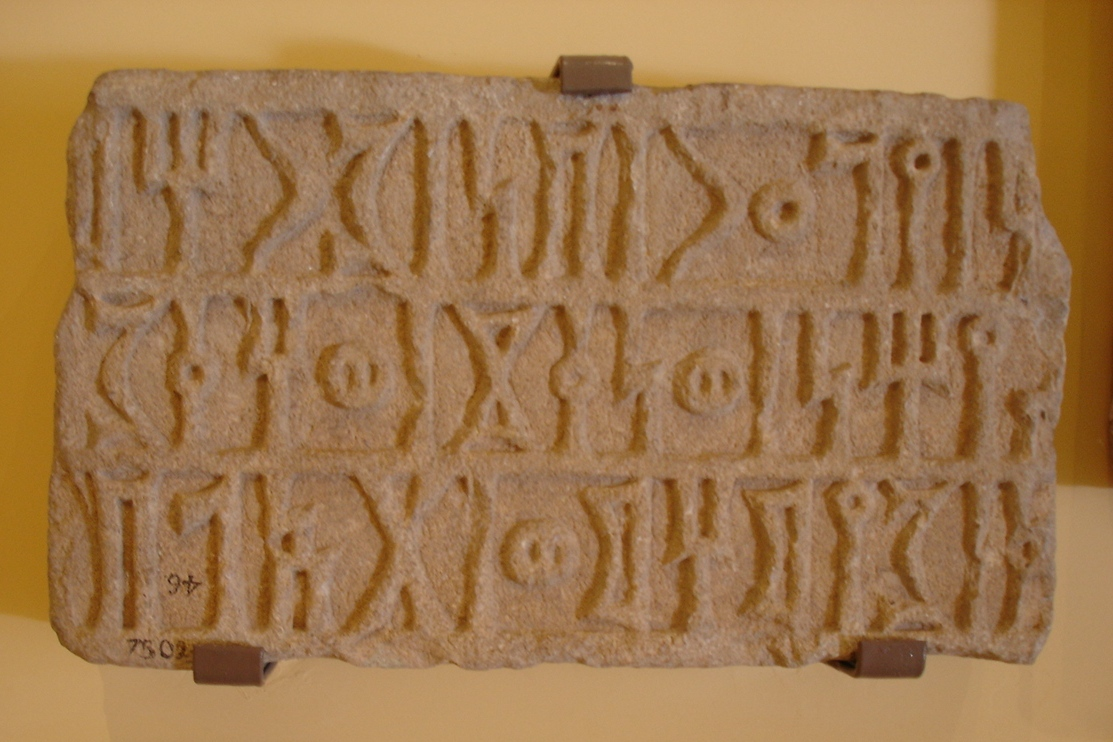
Antiga inscripció àrab del, en una antiga llengua sud-aràbiga. Museu Arqueològic d'Istanbul

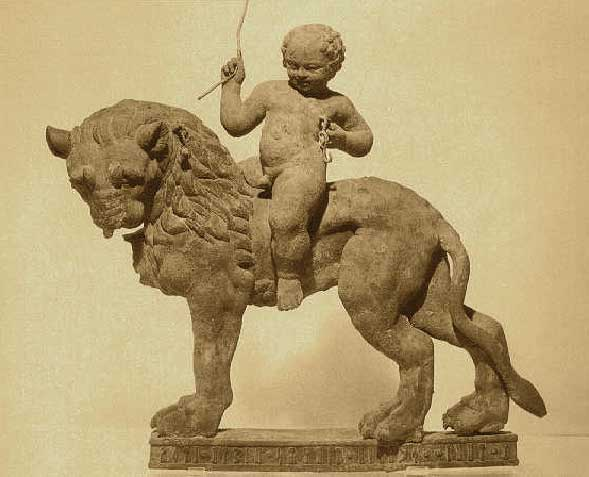
Lleó de bronze amb un genet, fet a Qataban circa 75-50 ae

L'art antic del sud d'Aràbia s'originà al III mil·lenni ae fins al s. VII, en les cultures preislàmiques de la península Aràbiga a les zones costaneres del golf Pèrsic.

## Història i expansió
L'art antic àrab experimentà la primera florida a la primeria del I mil·lenni ae, en l'època de la cultura clàssica d'Aràbia del Sud, als regnes dels sabeus i dels Ma'in al Iemen modern. El s. V ae marcà l'edat d'or del Regne de Sabà, els principals centres del qual eren Marib i Xibam, regió coneguda pels romans com Arabia Felix (Aràbia Feliç) per la seua riquesa.
Les formes geomètriques i estilitzades típiques de l'art antic d'Aràbia del Sud, tant en escultura com en arquitectura, adoptaren formes més suaus al s. V ae. El regne dels nabateus, establert al nord de la península Aràbiga a la fi del segle iv aC, actuà com a intermediari entre les cultures àrabs i les de la Mediterrània.
Els reis d'Himiar prengueren el control d'Aràbia del Sud a finals del segle iii. Amb l'expansió islàmica en la segona meitat del s. VI, l'art nabateu del sud àrab fou desplaçat per l'art islàmic primitiu.

## Periodització
Atès que els estudis sobre l'antiga Aràbia del Sud s'han concentrat durant molt de temps en la recerca filològica de les seues antigues inscripcions, la cultura material n'ha rebut poca atenció acadèmica, i s'ha treballat poc en la procedència dels objectes. Les perioditzacions únicament s'han desenvolupat per a algunes regions i encara no és possible una periodització general de l'art. Com a resultat, els objectes antics del sud d'Aràbia es classifiquen per característiques estilístiques, no per cronologia. Jürgen Schmidt n'ha proposat una divisió general en tres períodes: en la primera fase es veu que els motius individuals comencen a desenvolupar-se, en la segona les formes artístiques individuals es canonitzen, i en el darrer període hi ha certa influència dels estils estrangers, particularment de l'art grec.

## Arquitectura

### Mètodes de construcció

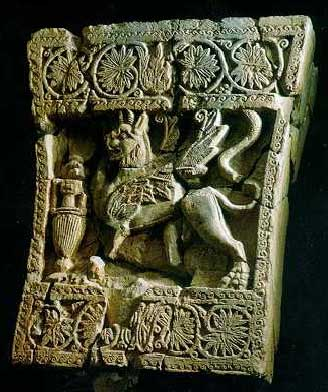
Capitell decorat d'un pilar del palau Reial de Xabwa; context estratigràfic: primera meitat del s. III ae

A diferència de Mesopotàmia, l'antiga Aràbia del Sud estava dominada per edificis de pedra. Només a les zones costaneres i a la capital Hadramaut de Xabwa també hi havia grans quantitats d'estructures de tova. Per als edificis monumentals s'utilitzaven grans blocs de pedra tallada, que es col·locaven junts sense morter i amb pedra no tallada que requeria morter. L'argamassa, el llot i l'asfalt s'usaven com a materials d'unió. En parets altes, també s'inserien puntals verticals de plom i perns i suports horitzontals. Sols s'allisava la cara exterior de les pedres. Les parets més grans eren sovint de doble capa, amb els costats aspres de les pedres que confinaven entre si dins la paret. Potser per raons estètiques, les parets de les estructures monumentals estaven inclinades, i els contraforts o petits baluards ajudaven a mantenir l'estabilitat de la paret. Al s. V ae apareix un nou tipus de treball en pedra, en què es poleixen les vores de les pedres i es pica el centre de les cares vistes. Aquest estil canvià amb el temps, i feu possible un arranjament cronològic de les parets construïdes en aquest estil.
Les parets interiors estaven arrebossades amb algeps —de vegades amb pintures murals— o recobertes amb revestiment de pedra, amb pintures que imitaven blocs de carreus i a voltes fins i tot amb frisos tridimensionals. Poc se sap sobre la construcció del sostre, encara que la volta sobreviu en les tombes de caixa, senzills sostres de gablets decorats amb imatges. Les planxes de marbre o alabastre translúcid de 3 cm d'espessor, de vegades amb decoració incisa, servien com a cristalls. Les columnes n'eren un element estructural molt important. Fins al s. V ae eren monòlits sense decorar de secció rectangular o quadrada. Aquest tipus de columna es troba al vestíbul d'entrada del temple Awwam i Ḥaram-Bilqīs a Marib, per exemple. A partir del s. V ae, les cantonades es redueixen fins a convertir-se en columnes redones. A partir del s. V, les columnes també tenien capitells, al principi simples sòcols, que després es desenvoluparien en diverses formes. A partir del s. II ae, aquestes formes foren influenciades per l'arquitectura hel·lenística i més tard la influència de la sassànida és també hi és detectable.

### Arquitectura secular

Plànol de la ciutat interior de Xabwa

Les excavacions arqueològiques dels antics assentaments del sud d'Aràbia revelen una cultura cívica altament desenvolupada amb tècniques de reg complexes. Per exemple, el pantà de Marib es remunta al s. IX ae i les restes encara en són visibles. Fins i tot se'n poden veure restes importants del s. VI ae. Hi havia ciutats amb edificis públics fets de blocs de pedra calcària polida amb inscripcions que n'indicaven els constructors, juntament amb portes de la ciutat, fortificacions, carrers, temples, mercats i residències reials.
Com mostren les inscripcions, hi havia moltes ciutats fortificades al sud de l'Aràbia preislàmica. L'arqueologia fins ara ha revelat instal·lacions cíviques; els assentaments no fortificats encara no han estat investigats arqueològicament. Les ciutats sovint estaven situades en valls, en àrees elevades naturals o artificials, que les protegien de les inundacions. Les ciutats també es fundaren en altiplans o al peu de les muntanyes, com en el cas de la capital himiarita, Dhofar. La majoria de les antigues ciutats d'Aràbia del Sud eren rectangulars o gairebé, com Marib i Xabwa. Un exemple notable d'aquest plànol de ciutat rectangular és la capital de Minaean, Qarnawu. El plànol rectangular d'aquesta ciutat té un carrer principal que travessa el centre i els carrers laterals que la tallen perpendicularment a intervals regulars, i això indica una planificació central, ja siga en el moment de la fundació, o després d'un esdeveniment de destrucció. També es troben plànols urbans redons i completament irregulars. En comparança amb altres ciutats del Pròxim Orient, les antigues ciutats del sud d'Aràbia tenien una àrea relativament petita; la ciutat més gran d'Aràbia del Sud, Marib, cobria només 110 ha.
Totes les ciutats estaven protegides per un mur (dos murs consecutius en el cas de Xabwa), amb almenys dues portes, que podien protegir-se amb torres. El curs dels murs, que podia incloure bastions, havia de seguir el terreny, especialment a les regions muntanyenques, i això és el que creava els plànols irregulars de la ciutat. De vegades les ciutats estaven protegides per ciutadelles, com a Xabwa, Dhofar, Cana i la ciutadella de Radaa.

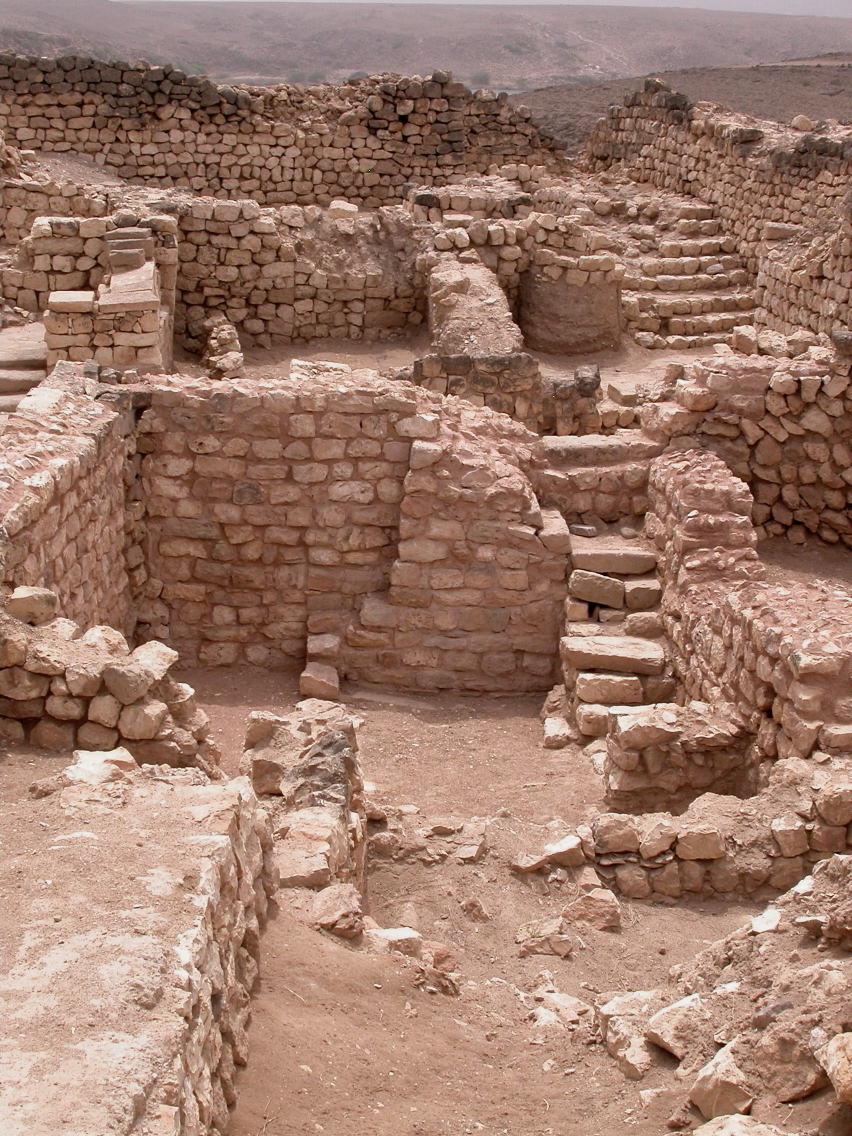
Ruïnes de Khor Rori, situades a Salalah

A causa de la manca de recerca arqueològica, els centres cívics fins ara són poc coneguts. A Timna, a Qataban, hi havia un gran espai obert dins de la porta sud, des d'on els carrers corrien en diverses direccions. A més dels edificis residencials normals, s'han detectat fortaleses, palaus i temples en diverses ciutats. Sols s'han realitzat excavacions importants a Khor Rori i Xabwa, un gran espai obert a dins la porta, amb el palau reial a un costat. Des d'aquest espai obert, un carrer ample corria directament per la ciutat, amb carrers més petits que creuaven aquest carrer principal en angle recte.
A més de les fortificacions cíviques, també n'hi ha altres situades en cruïlles importants o punts clau en el sistema de reg. Encara hi ha ruïnes notables de tals fortaleses, però cap no ha estat excavada. Fins i tot així, és clar que aquestes fortaleses contenien barris residencials, així com temples i fonts d'aigua. Per assegurar àrees senceres, es construïren murs de barrera, que bloquejaven passos i colls d'ampolla semblants, com el mur de Libna, que hauria bloquejat el camí de Cana a Xabwa.
A causa del clima, els sistemes de reg eren necessaris per a l'agricultura. Els elements més simples d'aquests sistemes eren diversos tipus de pous i cisternes. Les cisternes més grans podien albergar fins a 12.800 m³. Per a l'eficiència d'aquests pous i ciutadelles, les xarxes de canals eren essencials. Aquests emmagatzemaven l'aigua dels uadis quan plovia. L'exemple més impressionant d'aquestes estructures és el pantà de Marib, que bloquejava el uadi de Dhana amb un tram de gairebé 600 m i canalitzava l'aigua per dues comportes en dos «canals primaris», que la distribuïen als camps amb una xarxa de canals més petits. Aquestes estructures també han estat documentades per inscripcions en altres llocs. A Najran, els aqüeductes es tallaren als penya-segats per allunyar l'aigua. En diversos llocs d'Aràbia del Sud, especialment als passos de muntanya, es construïren camins pavimentats, que de vegades tenien molts quilòmetres de llarg i alguns metres d'ample.

### Arquitectura religiosa

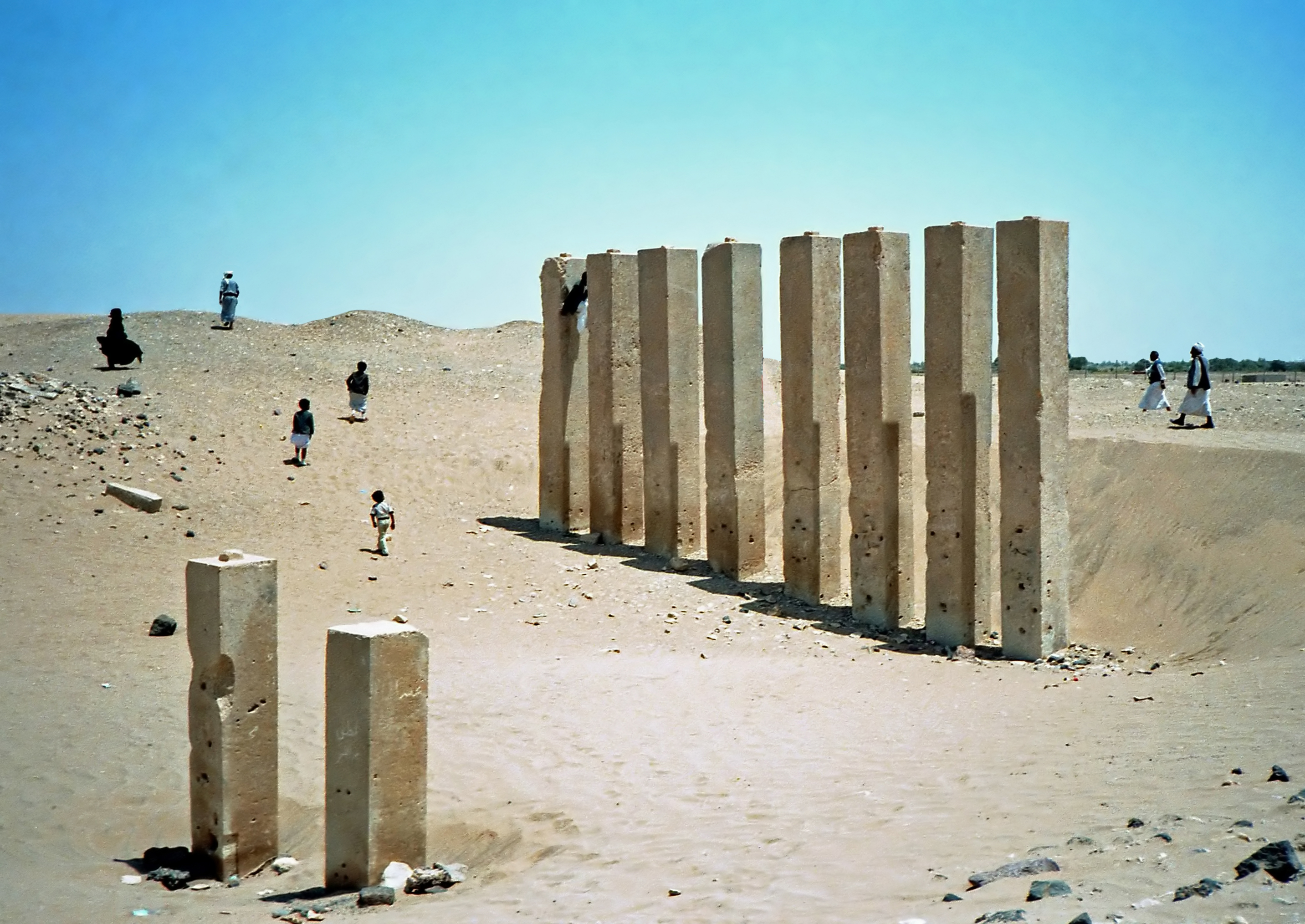
Vuit pilars monolítics (filera de pilars del propileus) de 7 m d'altura, entrada al peristil del temple d'Awwam (1988)

En comparança amb les estructures seculars, els temples són més coneguts, per això s'ha pogut intentar una possible tipologia i història del seu desenvolupament. Jürgen Schmidt i M. Jung proposen uns sistemes, que tenen en compte tant els plànols com l'aspecte real de l'estructura. Això reemplaçà la proposta d'Adolf Grohmann, que només tenia en compte els diferents tipus de plànols. Pocs temples han estat excavats fins hui, per la qual cosa aquests esquemes continuen sent provisionals.
Els santuaris més antics del sud d'Aràbia pertanyen al període prehistòric i eren simples monòlits de pedra, a voltes envoltats de cercles de pedra o murs de maçoneria sense morter. En una segona fase, es construïren temples reals. Aquests temples eren simples estructures rectangulars de pedra sense sostres. Els seus interiors eren inicialment molt diferents entre si. Alguns edificis de culte a Jabal Balaq al-Ausaṭ al sud-oest de Marib, que consisteixen en un pati i una cel·la tripartida, enllacen amb un tipus de temple que només es troba a Sabà, de planta rectangular i propilé, dividit en dues parts: un pati interior amb pilars en tres costats i una cella tripartida. Schmidt inclou en aquest tipus el temple del déu de la lluna Wadd construït al voltant de l'any 700 ae entre Marib i Sirwah a Wadd ḏū-Masma, així com el temple construït per Yada'il Dharih I a Al-Masajid, envoltat per un mur rectangular. Alguns exemples posteriors d'aquest esquema es troben a Qarnawu (s. V ae) i Al-Huqqqa (s. I ae). El vestíbul d'entrada del gran Temple d'Awwam de Marib podria pertànyer a aquest grup: data dels s. IX-V ae i consistia en una estructura ovalada de cadirat de més de 100 m de longitud, unida a un vestíbul d'entrada rectangular envoltat per un peristil format per 32 pilars monolítics de 5 m d'alçada. Només queden alguns rastres d'aquesta estructura hui dia.

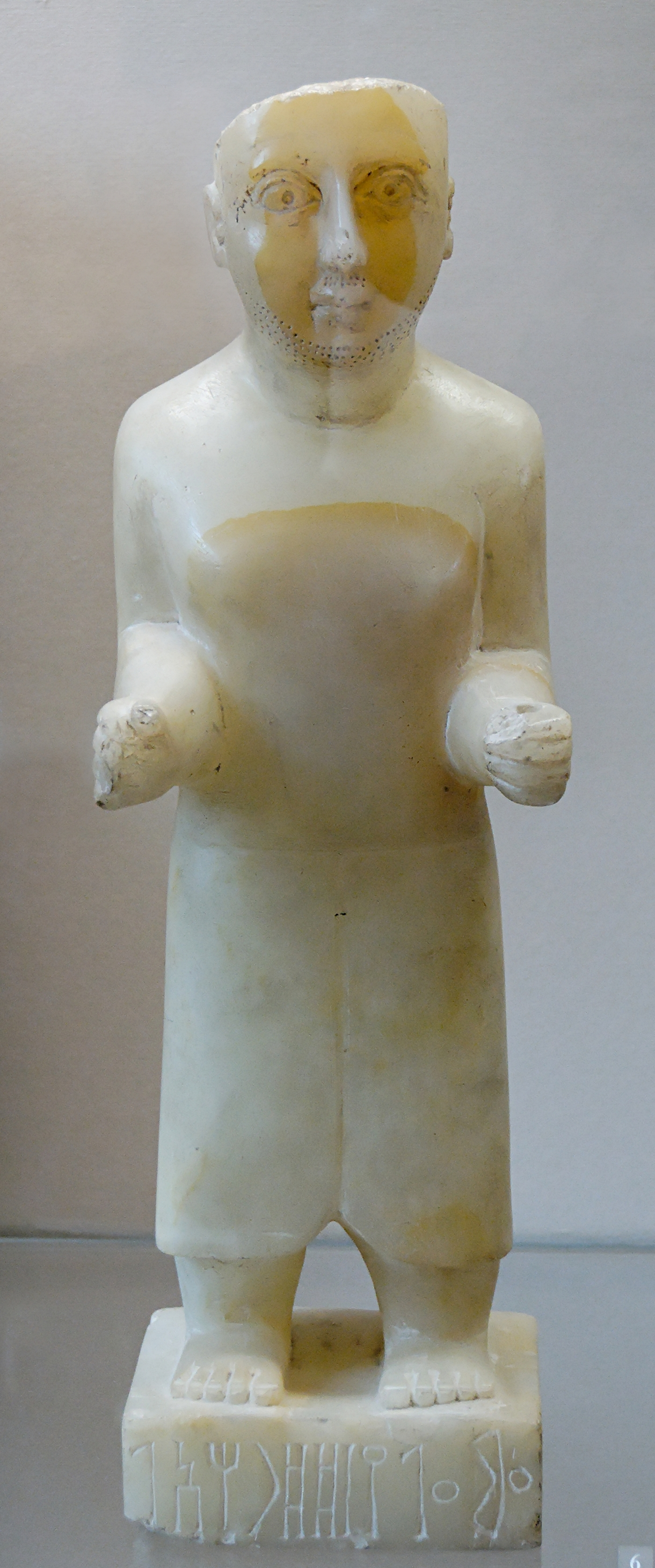
Estatueta d'alabastre (Museu del Louvre)

En els altres regnes, aquest tipus contrastava amb els «temples de suport múltiple» hipòstils que es construïren amb plànols de planta quadrats, rectangulars o fins i tot asimètrics, i estaven envoltats amb columnes regularment espaiades. En contrast amb els temples de l'antic Regne de Sabà, aquestes estructures no estaven disposades al voltant d'una cella o un altar. AI principi, aquests temples contenien sis o vuit pilars, i després oscil·laven entre trenta-cinc. Klaus Schippmann n'ha identificat un altre tipus més: el «temple de la terrassa» a Hadramita, set exemples dels quals es coneixen fins hui. S'accedeix a tots aquests temples per una gran escala, que condueix a una terrassa tancada, sobre la qual es troba una cella amb un podi.
Encara no és clar si va haver-hi imatges de deïtats, però les estatuetes d'humans que es dedicaven en el santuari de Marib demostren que a mitjan segle I hi havia motles de bronze altament desenvolupats, en els quals el donant individual fou registrat amb una inscripció. Els pedestals de pedra amb inscripcions amb dedicatòries mostren que les estatuetes votives fetes de metalls preciosos i bronze es crearen a Himiar fins a l'antiguitat tardana. També hi havia figuretes d'alabastre, que vestien túniques llises fins al genoll, amb els braços estesos.

## Escultura

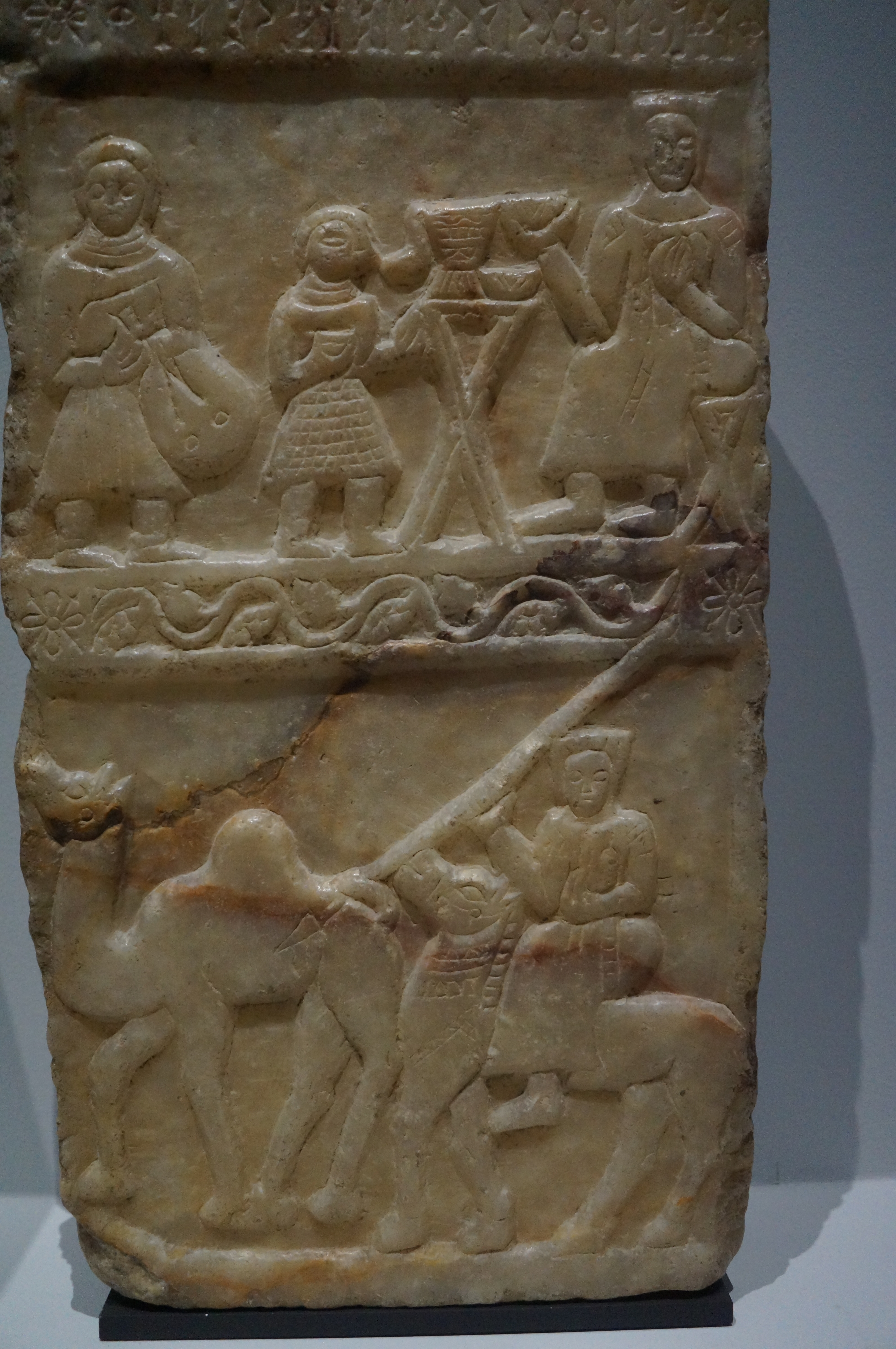
Estela funerària d'alabastre, a la banda superior: escena del banquet amb tres persones; a la banda inferior: conductor de camells amb dos camells; s. I-III ae, Museu Louvre-Lens

Les obres d'art més notables, a part de l'arquitectura d'Aràbia Saudita preislàmica, són escultures. A més del bronze i ocasionalment l'or i l'argent, la pedra calcària era un material comú per a les escultures, especialment l'alabastre i el marbre. Les característiques típiques de l'antiga escultura d'Aràbia del Sud són formes de base cúbiques, una forma general rabassuda i un èmfasi molt fort en el cap. La resta del cos sovint es representa de manera esquemàtica i reduïda; sovint només es representa la part superior del cos.

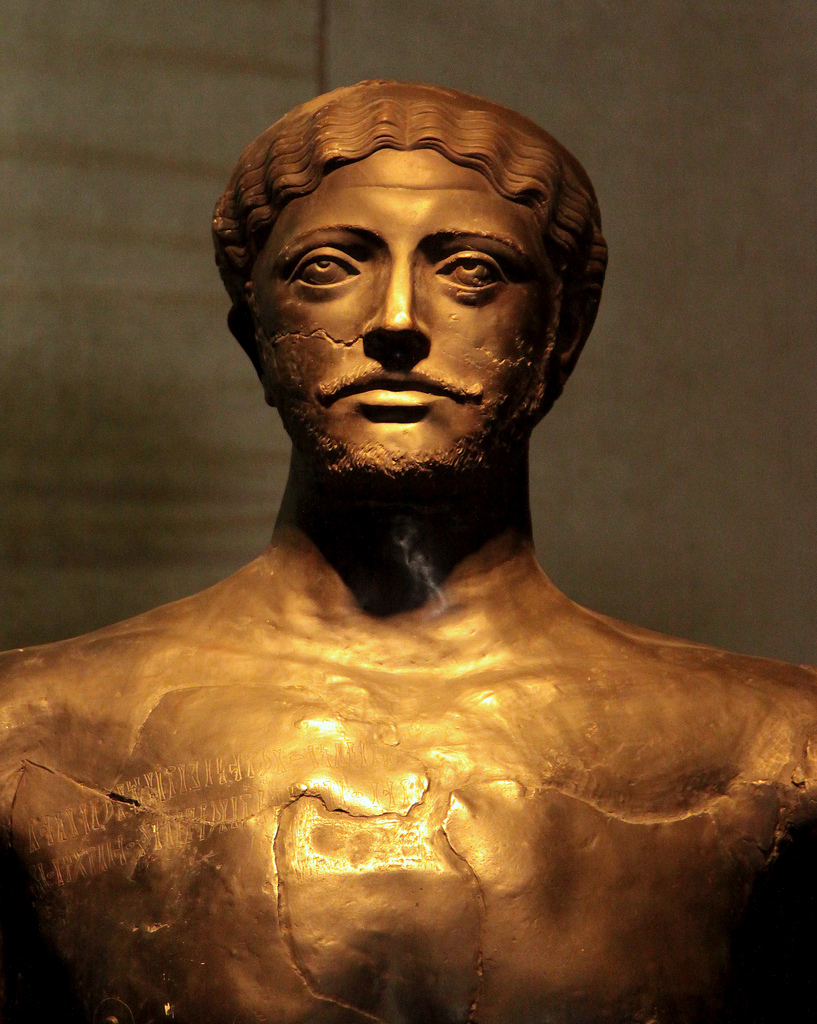
Estàtua en bronze de Dhamar Ali Yahbur II (Museu Nacional de Sana)

Gran part de l'art d'Aràbia del Sud es caracteritza per una atenció mínima a la proporció realista, que es manifesta amb orelles grans i un nas llarg i estret. En la majoria dels casos, l'escultura en redó i els relleus s'enfronten directament a l'espectador; en relleu la perspectiva frontal típica de l'art de l'antic Egipte, en què el cap i les cames es representen des d'un costat, però el tors des del front, es troba ocasionalment. Les pupil·les estaven fetes de material acolorit que s'inseria en forats als ulls. Al principi, el vestit no es representa, però després s'indicava per solcs o clivelles profundes. No hi ha característiques generals en la disposició de braços i cames. Hi ha molt pocs exemples de grans escultures antigues d'Aràbia del Sud, per això la inscripció en una estàtua de bronze de grandària natural del fill del rei sabà Dhamar Ali Yahbur II, és de particular interés. Revela que l'estàtua va ser feta per un artista grec i el seu assistent àrab.
Molt més comunes són les petites estàtues d'alabastre, retrats i relleus, que generalment representen persones i més rarament animals o monstres —dracs i lleons alats amb caps humans—, i escenes completes en el cas de relleus plans. Una escena particularment popular mostra una vinya amb raïms amb animals o ocells rosegant-la i un home que apunta amb un arc a un animal —o variacions sobre aquest tema. Les escenes de la vida també es representen en relleus, com festes, batalles i actuacions musicals, així com escenes de morts que es troben amb una deïtat.

## Galeria

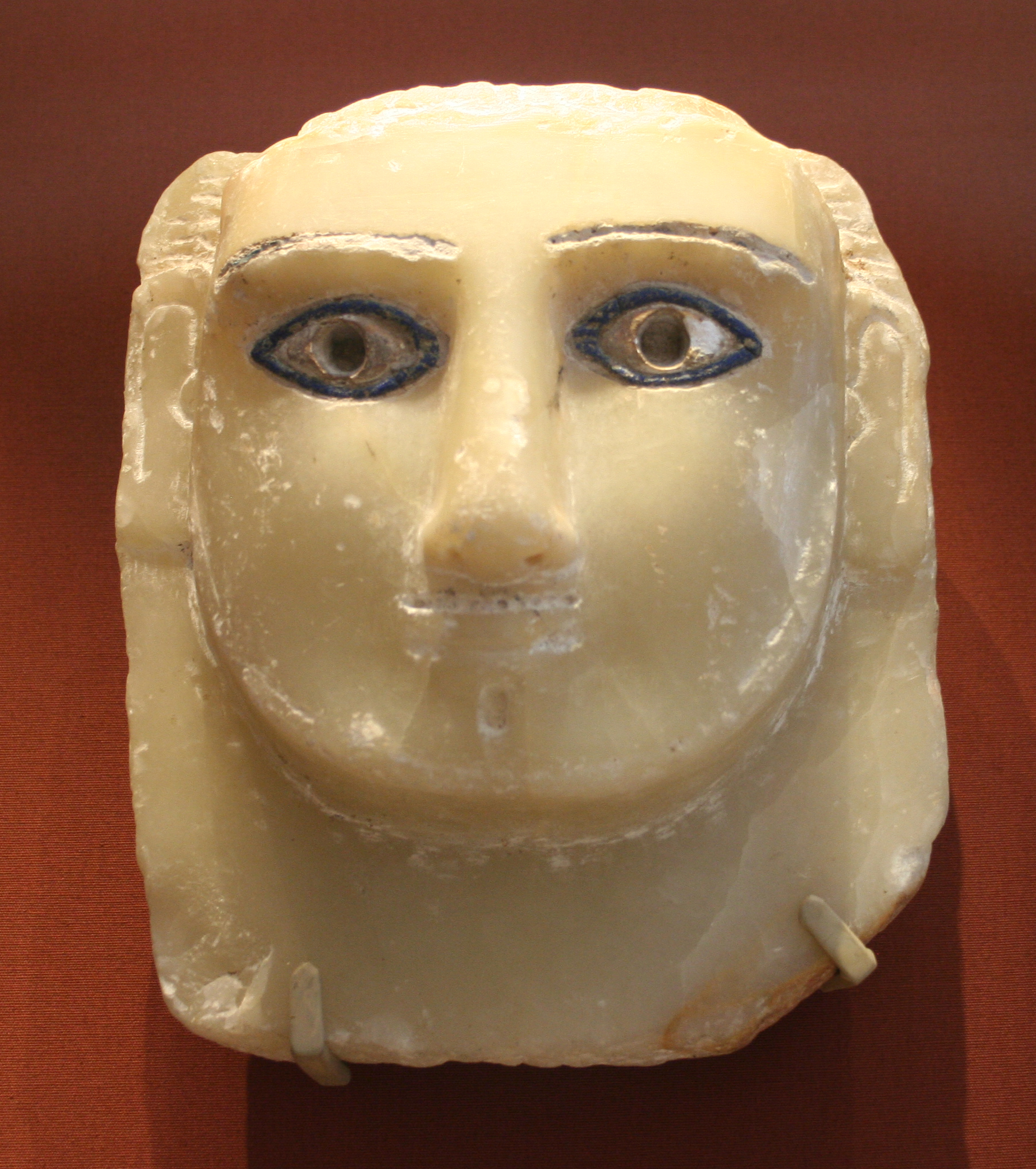
Cap d'alabastre amb ulls inserits, Museu Britànic
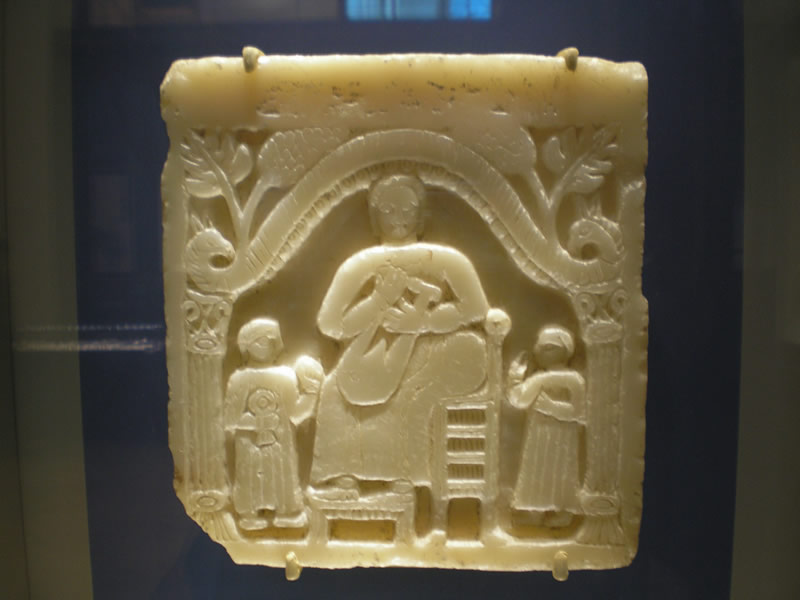
Estela, probablement de Timna (Museu Britànic)
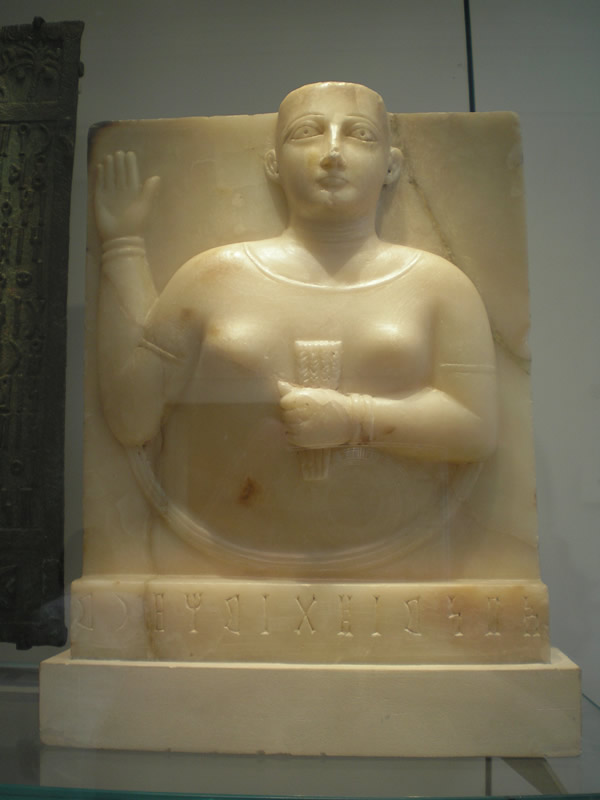
Escultura de pedra calcita (s. I), Museu Britànic

## Arts menors

Pintura mural geomètrica, del temple Deal-Huqqa (s. I ae)

Juntament amb les obres d'art més grans, l'antiga Aràbia del Sud també produí una gamma completa de diferents objectes més petits. Com en altres llocs, la ceràmica era un mitjà important, però encara no ha estat possible organitzar aquest material tipològicament o cronològica; per això, a diferència de la resta de l'Orient Pròxim, no ajuda a datar les capes estratigràfiques individuals. Algunes consideracions generals són: la fabricació de ceràmica era molt simple; una part de la fabricació girava sobre un torn de terrisser. Els pitxers i els bols de diverses grandàries són comuns, en la seua majoria decorats amb motius incisos o puntejats, però també es troben patrons pintats i amb protuberàncies, o fins i tot amb caps d'animals. A més d'aquests articles de terrissa quotidians, s'han trobat algunes figures realitzades en aquest mateix material.

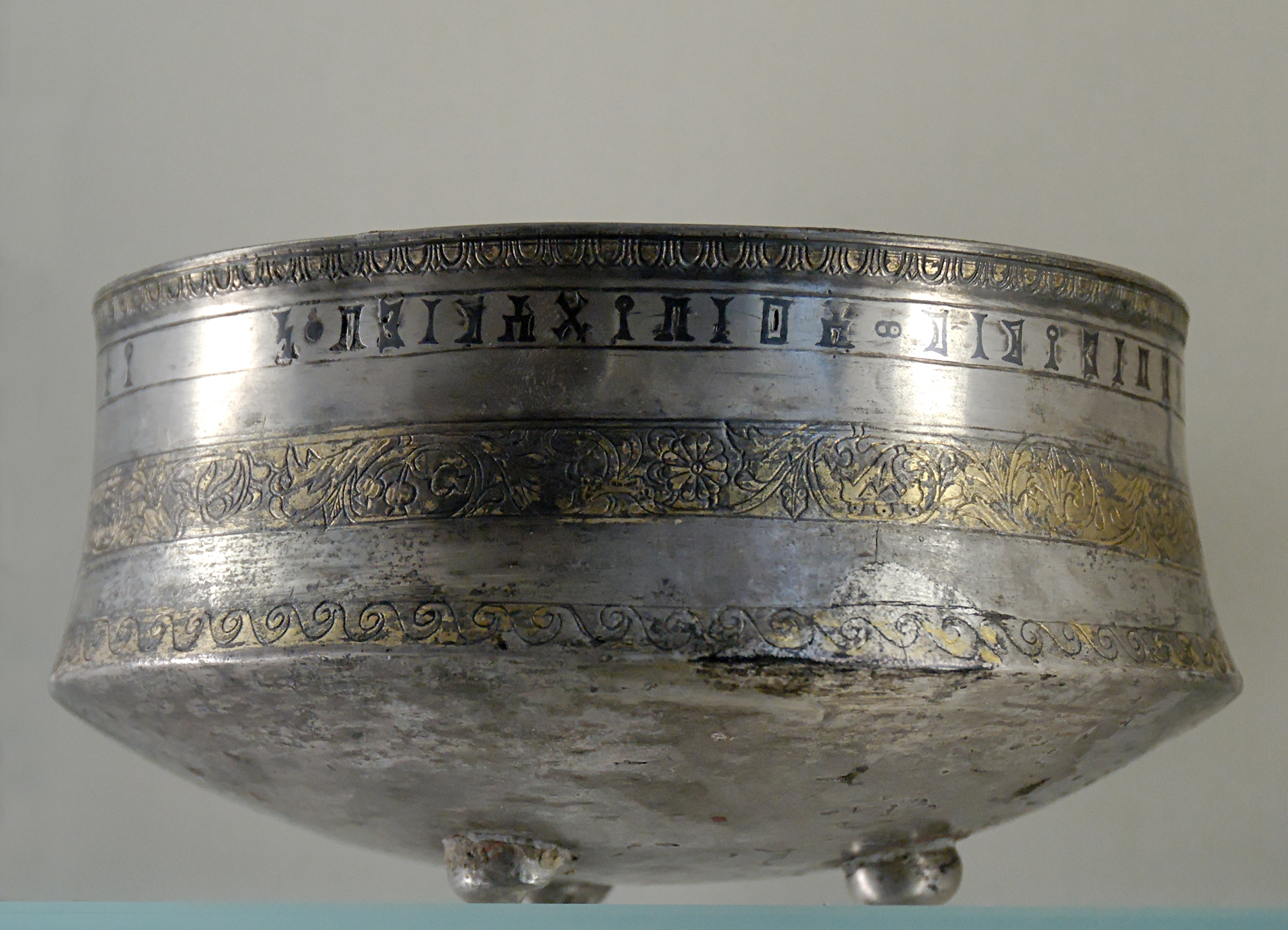
Bol de metall hadramita (s. II-III)

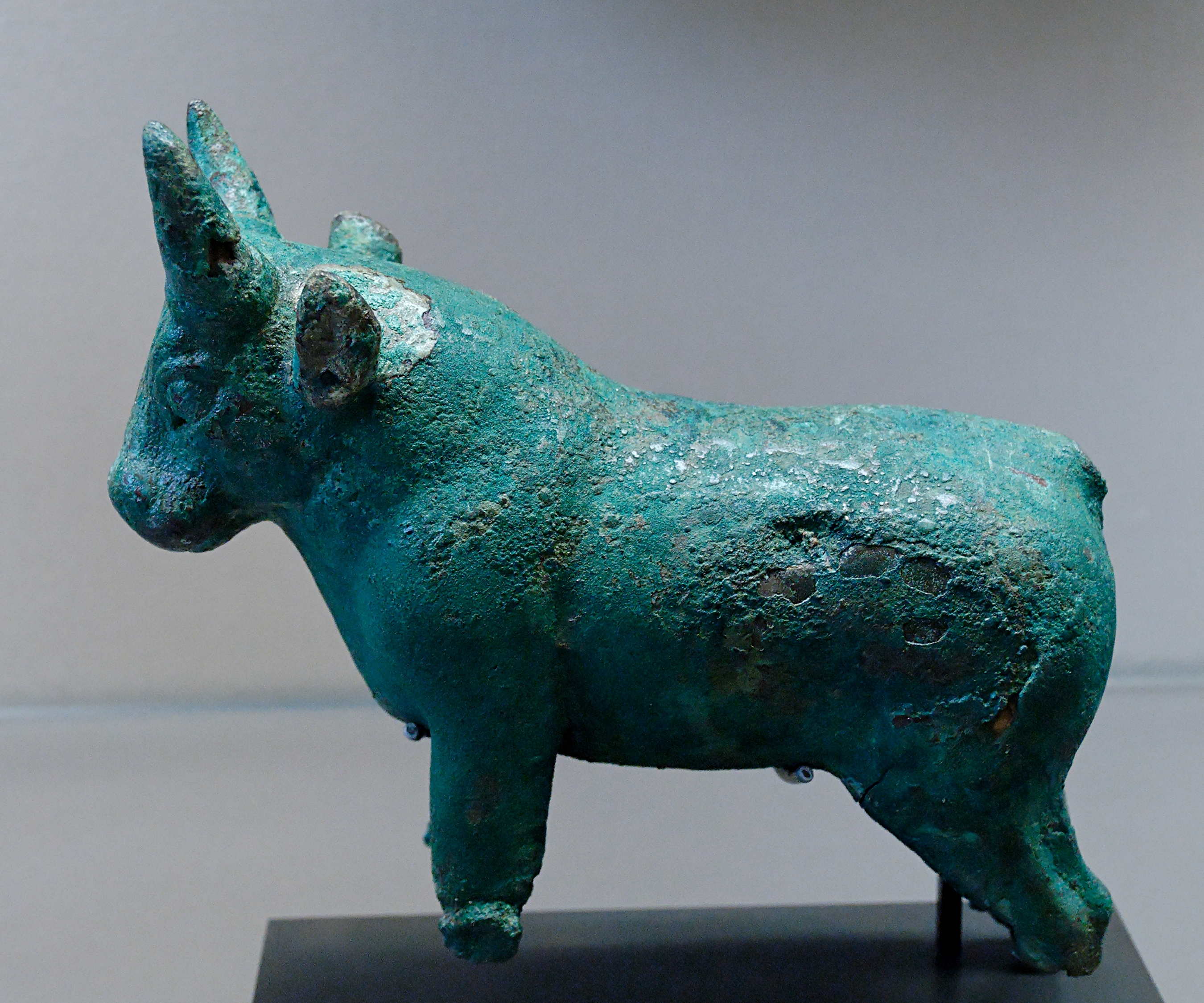
Estatueta d'un toro (Louvre)

Els objectes de pedra més petits inclouen ampolles, llums d'oli, pitxers i recipients amb caps d'animals com a nanses i relleus i imitacions d'escarabats egipcis. A més, també hi ha diversos frisos units a parts dels edificis, que inclouen patrons en ziga-zaga, mosaics, línies perpendiculars, denticles, nínxols, petites portes falses i meandres, així com elements florals i figuratius, incloses sèries de cabra salvatge, caps i vinyes de raïm. Altres elements artístics comuns en els edificis inclouen rosetes i volutes, panotxes de dacsa i magranes. En dues excavacions, es descobriren pintures murals: geomètriques al temple Del-Huqqa i pintures figuratives en les excavacions a Xabwa. Els objectes en fusta no han sobreviscut, però les imatges de pedra dels mobles ens permeten tenir una idea de l'antiga fusteria d'Aràbia del Sud.
D'altra banda, els objectes menuts de bronze i coure són comuns, inclosos els florers i altres vasos de coure o bronze repujats, llums i figures d'animals. La joieria també hi és comuna, i inclou collarets parcialment daurats, plaques d'or amb imatges d'animals i petites escultures daurades.

## Numismàtica

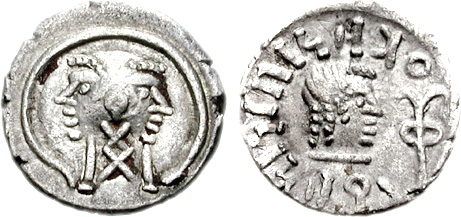
Moneda himiarita d'Amdan Bayyin de Raidan (tipus 9)

Igual que en altres cultures de l'antiga «perifèria» que encunyaven monedes, l'antiga moneda d'Aràbia del Sud tenia com a model l'antiga moneda grega. Les monedes d'argent són ben conegudes al sud d'Aràbia, mentre que les de bronze i or en són relativament rares. Aquests tipus segueixen Günther Dembski:
1. La moneda més antiga del sud d'Aràbia degué ser encunyada al voltant del 300 ae, consisteix en imitacions de tetradracmes ateneses d'estil antic, amb el cap d'Atena a l'anvers i una òliba, lluna creixent i branqueta d'olivera al revers. Les monedes d'Aràbia del Sud, però, estaven marcades amb indicacions de la seua denominació: unitats completes amb la lletra n, mitges unitats amb una g, quarts amb una t i octaus amb una s2.
2. Una sèrie posterior té alguns monogrames i lletres al revers: el seu significat encara no es comprén.
3. El tercer, el grup Qatabanian té un cap en ambdues cares, amb el nom de l'estat d'encunyació, Harib a Timna, al revers.
4. El proper grup probablement també siga de Qatabanian. Una òliba apareix novament al revers, juntament amb el nom Shahr Hilal, les lletres ḏ i ḥ, i el monograma Yanuf.
5. En algun moment del s. II ae en ve el següent tipus, que imita les tetradracmes ateneses de nou estil, i conserva les llegendes i monogrames de les monedes anteriors.
6. El sisé tipus es distingeix del tipus anterior, ja que no té inscripció, sols símbols o monogrames.
7. Potser en relació amb l'expedició d'Aelius Gallus al 25 ae, apareixen elements de la moneda romana en aquesta encunyació.
8. Un únic grup hadramita sembla completament diferent. Representen un toro etiquetat com el déu Sin, el nom del palau s2qr, un cap amb una corona radiant o una àguila, en diversos arranjaments.[15]
9. Aquest tipus és particularment significatiu per a la història d'Aràbia del Sud. Té un cap al revers, amb el nom d'un rei i un estat d'encunyació (generalment Raidan) i monogrames.
10. Hi ha algunes monedes de bronze aïllades que tenen un cap amb lletres a l'anvers i una àguila al revers. Probablement són d'Hadramaut.

La fi de les monedes d'Aràbia del Sud no té data, però degué ser al voltant de l'any 300.